# 히폴리테

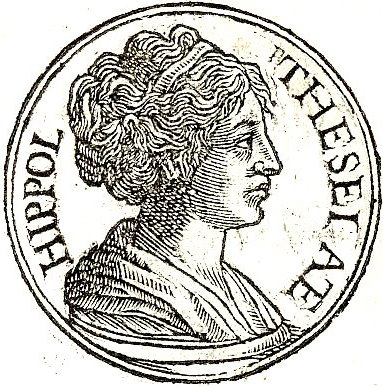

히폴리테(그리스어: Ιππολύτη, 영어: Hippolyta or Hippolyte)는 그리스 신화에 나오는 아마존의 여왕이다.

## 히폴리테의 허리띠
헤라클레스의 아홉 번째 노역은 전쟁의 신 아레스가 히폴리테에게 선물로 준 황금 허리띠를 훔쳐와 에우리스테우스의 딸 아드메테에게 가져다 주는 것이었다.
헤라클레스는 지원자를 모으고 아마존의 도시가 있는 테르모돈 강 하구의 테미스퀴라 항구에 도착하였고, 그곳에서 히폴리테와 만나게 되었다. 헤라클레스에게 반하게 된 히폴리테는 자신의 허리띠를 그에게 줄 것을 정중히 약속하였다. 노역이 순조롭게 해결돼 가는 것을 안 헤라는 아마존으로 변신하여 이방인들이 히폴리테를 납치할 것이라는 거짓 소문을 퍼뜨렸다. 이 소문을 듣고 격분한 여전사들이 말을 타고 헤라클레스와 지원자들을 공격하려 하자 헤라클레스는 히폴리테가 자신을 배신한 것으로 오해하여 여전사들과 히폴리테를 죽이고 허리띠를 가지고 뮈케나이로 돌아왔다.